# (839) Valborg
(839) Valborg ist ein Asteroid des Hauptgürtels, der am 24. September 1916 vom deutschen Astronomen Max Wolf in Heidelberg entdeckt wurde.
Benannt ist der Asteroid nach einer Figur aus Adam Oehlenschlägers Drama Axel e Valborg.